# Higashifushimi Yorihito
O príncipe Higashifushimi Yorihito (東伏見宮依仁親王, Higashifushimi-no-miya Yorihito-Shinnō) (Quioto, 19 de setembro de 1867 — Tóquio, 27 de junho de 1922) foi o último descendente da família imperial Higashifushimi-no-miya.

## Biografia
Nascido em 19 de setembro de 1867, Higashifushimi Yorihito foi o décimo sétimo filho póstumo do príncipe Fushimi Kuniie, líder do Fushimi-no-miya, um dos quatro shinnōke da Família Imperial Japonesa, que foram considerados elegíveis para suceder o Trono do Crisântemo, caso a linha principal se extinguisse.  Ele era o meio-irmão mais novo dos Marechais de campo Príncipe Komatsu Akihito, Príncipe Kuni Asahiko, Príncipe Kan'in Kotohito, Príncipe Fushimi Sadanaru e o General Príncipe Kitashirakawa Yoshihisa.
Originalmente denominado "Príncipe Fushimi Sadamaro", ele foi adotado pela família Yamashina-no-miya em 1869, seguido pela casa Komatsu-no-miya em 1885. Higashifushimi Yorihito foi então adotado pelo Imperador Meiji como um herdeiro potencial ao trono em 1886. Ele sucedeu ao título Higashifushimi-no-miya, após a morte do primeiro líder, Príncipe Komatsu Akihito, em 3 de fevereiro de 1903.
David Kalākaua, o último rei reinante do Reino do Havaí, visitou o Japão durante sua viagem de volta ao mundo, em 1881. Ele foi o primeiro chefe de Estado estrangeiro a visitar o Japão. Durante sua visita, ele propôs uma aliança conjugal entre as casas reais do Japão e Havaí, em que sua sobrinha (Princesa Ka'iulani) se casaria com Príncipe Higashifushimi Yorihito (em seguida, denominado Príncipe Yamashina Yorihito). Mas no entanto, a proposta não resultou em nada, que poderia ter tido um impacto significativo sobre o eventual destino do Reino do Havaí.

## Carreira militar

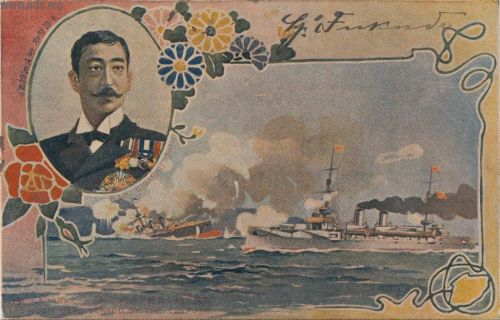
Príncipe Higashifushimi num cartão postal de 1905.

O príncipe Higashifushimi Yoshihito, participou da Academia Naval Imperial Japonesa momentaneamente, mas foi então enviado para estudar no Dartmouth Royal Naval College na Grã-Bretanha. Ele morou na França entre 1887–1890 e graduou-se na École Navale. Ele regressou ao Japão em 7 de outubro de 1891. Depois de servir nos vários navios da Marinha Imperial Japonesa, incluindo as missões de combate da Primeira Guerra Sino-Japonesa e acabou se tornando o oficial executivo do navio de guerra Fusō (1901). Como capitão do navio Chiyoda entre 12 de janeiro de 1905 e depois como capitão do navio Takachiho (1905), ele serviu em combate durante a Guerra Russo-Japonesa, no qual ele foi premiado pela Ordem do Papagaio Dourado (3° classe). Após o final da guerra, ele serviu como capitão do navio Kasuga, antes de se juntar ao Gunreibu (Estado-Maior da Marinha Imperial Japonesa) em 1906. Ele foi promovido a contra-almirante em 1 de dezembro de 1909.
O príncipe e a princesa Higashifushimi representaram o Imperador Meiji na cerimónia da consagração real de Jorge V do Reino Unido, em 30 de junho de 1911.
Após sua promoção a vice-almirante em 31 de agosto de 1913, ele serviu como Comandante em chefe do Distrito naval de Yokosuka Naval em 1916 e da Segunda Frota da Marinha Imperial Japonesa, em 1917.  Promovido a almirante em 2 de julho de 1918, ele fez uma última viagem para o Reino Unido entre 1918–1919 e foi-lhe dado o título póstumo de Marechal Almirante e o Colar da Suprema Ordem do Crisântemo em sua morte, acontecida em 27 de junho de 1922.

## Casamento e família

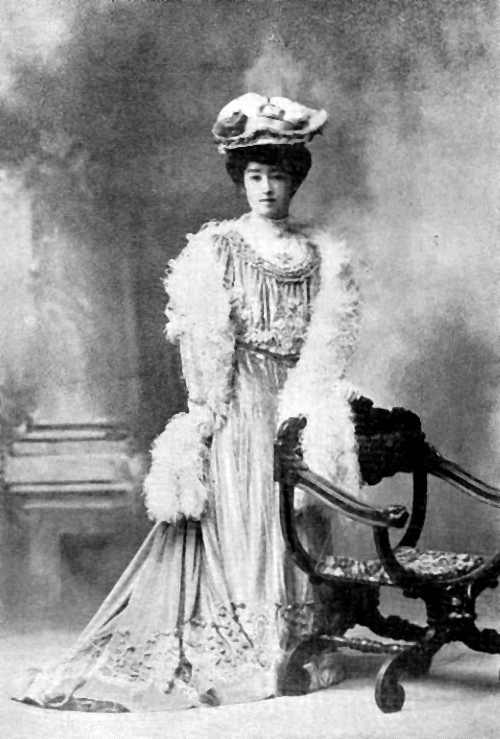
Princesa Higashifushimi Kaneko.

No dia 10 de fevereiro de 1898, o príncipe Higashifushimi Yorihito casou-se com Iwakura Kaneko (1876–1955), a filha mais velha do príncipe Iwakura Tomomi. Como o casal não teve filhos, a linhagem Higashifushimi-no-miya se extinguiu com a morte do príncipe Yorihito.
Em 1931, Hirohito pressionou seu cunhado, Higashifushimi Kunihide a deixar o estatuto da Família Imperial e tornar-se o conde Higashifushimi Kunihide (hakushaku sob o sistema de nobreza kazoku), para evitar que o nome Higashifushimi desaparecesse.
A princesa viúva Higashifushimi Kaneko tornou-se uma plebeia em 14 de outubro de 1947, com a abolição da Família Imperial pelo Comandante Supremo das Forças Aliadas.  Ela morreu em Tóquio em 1955.